# Axel Jungk
Axel Jungk (Zschopau, 5 de marzo de 1991) es un deportista alemán que compite en skeleton.
Participó en dos Juegos Olímpicos de Invierno, obteniendo una medalla de plata en Pekín 2022 y el séptimo lugar en Pyeongchang 2018.
Ganó siete medallas en el Campeonato Mundial de Skeleton entre los años 2015 y 2025, y cuatro medallas en el Campeonato Europeo de Skeleton, entre los años 2018 y 2025.

## Palmarés internacional
| Juegos Olímpicos   | Juegos Olímpicos             | Juegos Olímpicos  | Juegos Olímpicos |
| Año                | Lugar                        | Medalla           | Prueba           |
| ------------------ | ---------------------------- | ----------------- | ---------------- |
| 2022               | Pekín (China)                | Medalla de plata  | Individual       |
| Campeonato Mundial |                              |                   |                  |
| Año                | Lugar                        | Medalla           | Prueba           |
| 2015               | Winterberg (Alemania)        | Medalla de oro    | Equipo mixto     |
| 2016               | Igls (Austria)               | Medalla de oro    | Equipo mixto     |
| 2017               | Königssee (Alemania)         | Medalla de oro    | Equipo mixto     |
| 2017               | Königssee (Alemania)         | Medalla de plata  | Individual       |
| 2020               | Altenberg (Alemania)         | Medalla de plata  | Individual       |
| 2024               | Winterberg (Alemania)        | Medalla de bronce | Equipo mixto     |
| 2025               | Lake Placid (Estados Unidos) | Medalla de bronce | Individual       |
| Campeonato Europeo |                              |                   |                  |
| Año                | Lugar                        | Medalla           | Prueba           |
| 2018               | Igls (Austria)               | Medalla de bronce | Individual       |
| 2019               | Igls (Austria)               | Medalla de plata  | Individual       |
| 2023               | Altenberg (Alemania)         | Medalla de bronce | Individual       |
| 2025               | Lillehammer (Noruega)        | Medalla de bronce | Individual       |